# Throwdown (Glee)
Throwdown er den syvende episode af den amerikanske tv-serie Glee. Episoden blev vist på Fox den 14. oktober 2009. Den blev instrueret af Ryan Murphy og er skrevet af Brad Falchuk. Episoden inkluderer et sammenstød mellem korlederen Will Schuester (Matthew Morrison) og cheerleadertræner Sue Sylvester (Jane Lynch), imens hun er udnævnt, som medleder af koret. Sue prøver at vende kormedlemmerne imod Will, samtidig med at Wills kone Terri (Jessalyn Gilsig) presser hendes gynækolog ind i hemmelig aftale med hende omkring hendes falske graviditet.
Episoden har coverversioner af fem sange. Studieoptagelser af fire af sangene blev udgivet som singler, til rådighed for digital download, og var også inkluderet på albummet Glee: The Music, Volume 1. "Throwdown" blev set af 7.650.000 amerikanske seere og modtog blandede anmeldelser fra kritikerne. Graviditetshistorien blev kritiseret af både Ken Tucker fra Entertainment Weekly og Shawna Malcom fra Los Angeles Times. Raymund Flandez fra The Wall Street Journal var uimponeret af Quinns soloversion af The Supremes' "You Keep Me Hangin' On", hvor gruppens version af "Keep Holding On" generelt er bedre modtaget af anmeldere. 

## Plot
Da cheerleadertræner Sue Sylvester bliver medleder af McKinley Highs showkor, splitter hun koret i to i håb om, at at de studerende vender sig imod korlederen Will Schuester. Sue tager de studerende, Santana,  Artie, Kurt, Tina, Mike, Mercedes og Matt, som er en del af et mindretal med over i hendes gruppe, og efterlader Finn, Rachel, Quinn, Puck og Brittany i en gruppe ledet af Will. Sue navngiver hendes del af klubben som "Sues Kids" og forsøger at overbevise dem om, at Will diskriminerer eleverne, ved kun at dem synge backup. Will gør gengæld ved at dumpe alle Sues cheerleaders i spansk, som kun forværrer deres fjendtligheder.
Quinn og Finn tager sammen til hendes ultralydscanning, og de finder ud at, at hun venter en pige. Finn, forsøger at være støttende, antyder, at de skal navngive barnet Støvregn, men Quinn er ubøjelig, da hun vil adopterer barnet væk, og er irriteret over hans manglende forståelse. Will, træt af sin kone Terri, som ikke vil lade ham deltage i graviditeten, laver en aftale med Terris gynækolog, så han kan se deres egen baby på ultralyd. Med hjælp fra sin søster Kendra (Jennifer Aspen), afpresser Terri hendes læge ind i en forfalskning af scanningen, ved hjælp Quinns ultralydsDVD, med henblik på fortsat at skjule det faktum, at hun ikke er rigtig gravid. I mellemtiden konfronterer Quinn vredt Rachel om hendes forhold til Finn og truer hende. Rachel konfronterer Quinn, om at være en spion i koret for Sue og fortæller hende, at hun vil blive smidt af Cheerios, når Sue finder ud af, at hendes gravid.
Skolereporter Jacob Ben Israel (Josh Sussman) opdager nyheden om Quinns graviditet. For at beskytte Quinn og sikre at Jacob vil ikke udgive historien, indvilliger Rachel i at give ham hendes undertøj. Da begge dele af koret iscenesætte en arbejdsnedlæggelse i protest mod Sue og Wills konstante slåskampe, fratræder Sue som medleder. Sue opdager undertøjet i Jakobs skab og grunden dertil. Hun afslører sin viden om graviditeten overfor koret, og fortæller dem, at hele skolen snart vil vide det. Quinn bryder sammen i gråd, og New Directions laver en opførelse af "Keep Holding On" for at vise deres støtte til hende.

## Produktion
Episoden blev skrevet af seriens skaber Brad Falchuk og instrueret af medskaber Ryan Murphy. De tilbagevendende figurer, der optræder i "Throwdown" er Principal Figgins (Iqbal Theba), Terris søster Kendra Giardi, hendes gynækolog Dr. Wu (Ken Choi), skolereporter Jacob Ben Israel, og klubmedlemmer Santana Lopez, Brittany Pierce, Matt Rutherford og Mike Chang. Amy Hill gæstestjerner som Dr. Wus rival i gynækologi, Dr. Chin.
"Throwdown" har versioner af "Hate on Me" af Jill Scott, "No Air" af Jordin Sparks, "You Keep Me Hangin' On" af The Supremes, "Keep Holding On" af Avril Lavigne, og "Ride wit Me" af Nelly.. Studieoptagelser af "Hate on Me", "No Air", "You Keep Me Hangin' On" og "Keep Holding On" blev udgivet som singler , til rådighed for digital download, og er også inkluderet på albummet Glee: The Music, Volume 1. "No Air" kom ind som nummer 52 på hitlisten i Australien, og som nummer 65 i Amerika og Canada,, mens "Keep Holding On" nåede op som nummer 56 i Australien og USA, og som nummer 58 i Canada. "Ride with Me" blev indspillet live i episoden, da Murphy "ønskede at få chill vibe, at anspore -af-the-moment sang". ifølge Shum, Jr.

## Modtagelse
"Throwdown" blev set af 7.650.000 amerikanske seere og opnåede en bedømmelse på 3,4 ud af 9 i aldersgruppen 18-49. Det var den 26. mest sete show i ugens løb i Canada, med 1,4 millioner seere. I Storbritannien blev episoden set af 2.066.000 seere (1.674.000 på E4, og 388.000 på E4+1 ), og blev den mest sete show på E4 og E4+1 for denne uge, og den mest sete show på kabeltv for ugen, såvel som den mest sete episode af serien på det tidspunkt.
Episoden fik blandede anmeldelser fra kritikerne. Mike Hale fra New York Times mente, at: "De studerende er temmelig gode musikalsk, og de voksne er under gennemsnittet i en dramakomedie" som "understregede showets stigende dobbelte natur". Wendy Mitchell fra Entertainment Weekly anså episoden som "lys", mens Shawna Malcom fra Los Angeles Times kaldte "Throwdown" "måske Glees skarpeste episode endnu" og beskriver den som "propfyldt med standout scener". Eric Goldman fra IGN bedømt episode 8.8/10, og kritiserer den for, at have "alt for alvor, sukrede øjeblikke", men kommenterer, at det var en "stor eksempel" på Glee, som "bare prøver at være pokkers morsomt".
Lynchs præstation som Sue har tiltrukket ros, hvor Raymund Flandez fra The Wall Street Journal og Liz Pardue fra Zap2it kaldte hendes præstation, som Emmy-værdig. Entertainment Weekly skribent Ken Tucker kaldte hende "den største Broadway-musical skurk nogensinde, som er gæstestjerne i en tv-serie", og anså "Throwdown" som "muligvis den bedste udstillingsvindue endnu for Jane Lynch",, mens Malcom roste samspillet mellem Lynch og Morrison, og skriver, at deres scener sammen "knitrede med elektrisk humor". Graviditetshistorien trak kritik, hvor Tucker mente at det "næsten afsporede en ellers fremragende episode" og skriver: "Der må være en bedre måde at jorde serien i en alvorlig plot-line, som får dig til at ønske, at det graviditetsplot bare var en ikke-musikalsk drømmesekvens." Malcom kritiserede også historien, der spørger, om det kunne "bare gå væk allerede?" og skriver, at hendes tålmodighed med det er brugt.
De musikalske forestillinger fik blandede anmeldelser. Flandez anså verionen af "Keep Holding On" som en "følelsesmæssigt tilfredsstillende showstopper", men var kritisk overfor Quinns version af "You Keep Me Hangin On", som han kaldte den "tynd og skurrende". Mitchell nød duetten med "No Air", men følte dog at det ville være rart at se karakterne foruden Finn og Rachel komme foran, da Finn og Rachel tager de fleste sange. Gennemgangen af musikalske forestillinger i serien endtil den 21. oktober 2009 vurderede Denise Martin fra Los Angeles Times at sangen "Hate On Me" var den fjerde bedste præstation til dato, og skrev, at Riley: "blæste [hende] væk."

## Eksterne links
- Throwdown på Internet Movie Database (engelsk)
- "Throwdown" Arkiveret 13. januar 2015 hos  Wayback Machine at TV.com